# Burt Ward

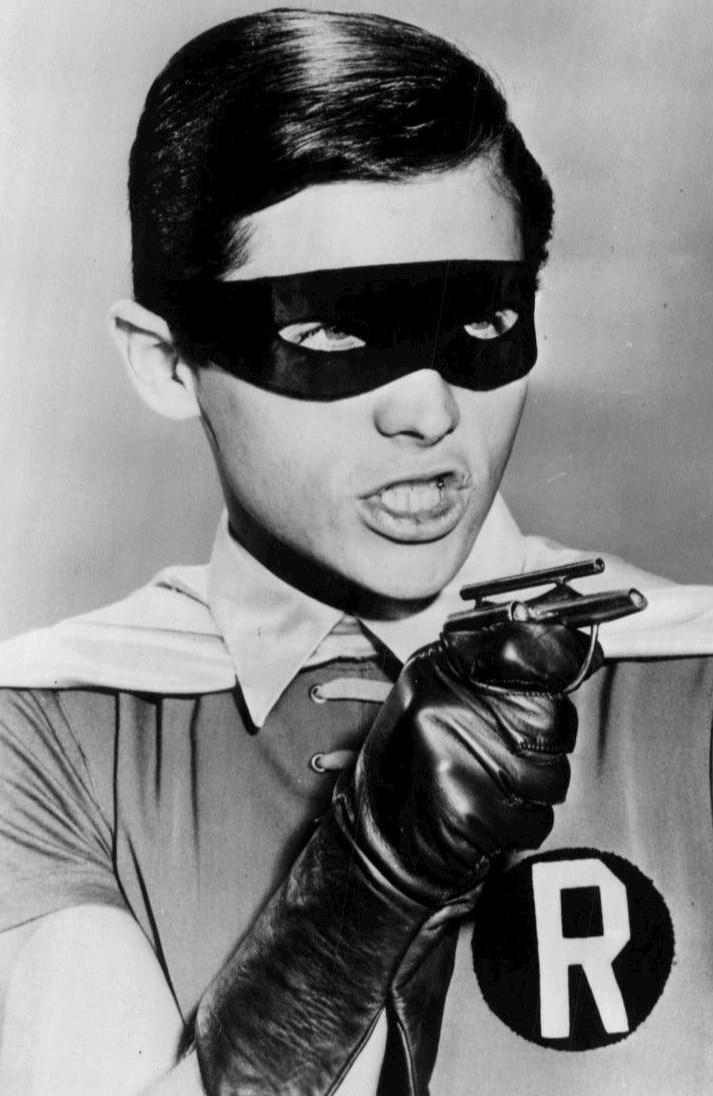
Burt Ward Robin

Bert John Gervis Jr., más conocido como Burt Ward (Los Ángeles, California; 6 de julio de 1945), es un actor y activista por los derechos de los animales estadounidense. Reconocido por haber encarnado al Robin en la serie Batman de los años 1960 junto al también actor Adam West. Además de haber actuado en el filme derivado, Batman (1966).

## Filmografía
| Año       | Título                                         | Personaje            | Notas |
| --------- | ---------------------------------------------- | -------------------- | ----- |
| 1966      | Batman: La película                            | Robin / Dick Grayson |       |
| 1966-1968 | Batman                                         | Robin / Dick Grayson |       |
| 2003      | El Regreso a la Baticueva                      | Burt Ward            |       |
| 2016      | Batman: El Retorno de los Cruzados Encapotados | Robin / Dick Grayson | Voz   |
| 2019      | Crisis en tierras infinitas                    | Dick Grayson         | Cameo |

## Vida personal
Ward se encuentra casado con Tracy Posner desde 1990.